# Yves Collignon
Pour les articles homonymes, voir Collignon.
Yves Collignon est un acteur belge né le 24 janvier 1947 à Bruxelles et mort le 4 septembre 2023 à Paris 10e. 

## Biographie
D'origine belgo-polonaise[réf. nécessaire], Yves Collignon naît le 24 janvier 1947 à Bruxelles. 
Après sa formation au conservatoire d'art dramatique de Bruxelles et une année au CNSAD de Paris, il fait ses débuts en 1972 dans La Femme du boulanger de Marcel Pagnol et Jean Giono au Théâtre royal du Parc . Il se produit essentiellement en Belgique : Théâtre national de Belgique, Rideau de Bruxelles, théâtre Poème, Théâtre royal de la Monnaie…
Il entame parallèlement carrière à la télévision et au cinéma en Belgique, en France puis en Italie. Dans les années 1970, il participe aux côtés de Richard Darbois à quelques films pornographiques (À bout de sexe, Dans la chaleur de Julie, Gaëlle, Malou… et Virginie), dans lesquels il est doublé pour les scènes de sexe.
Il suit les cours de l'Actors Studio à partir de 1988. Il réalise son premier court métrage super 8 en 1980 : Marin, puis réalise quelques clips musicaux pour des artistes africains. Il réalise un deuxième court métrage en 2000, ainsi que plusieurs reportages sur le continent africain, en particulier au Togo et au Bénin. 
Il est coauteur, avec la romancière Tara Depré, de la pièce de théâtre Pour mémoire.
Il dirige des ateliers de formation pour les comédiens, Les Ateliers de l'acteur et du cinéma. Il est également coach à partir de 2005 et travaille sur plusieurs séries pour France 2 dont Cinq Sœurs et Le Chasseur.
Il meurt le 4 septembre 2023 à Paris 10e, à l'âge de 76 ans.
Il n'a pas de liens avec la famille d'acteurs Collignon-Maurin dont font partie entre autres Dominique Collignon-Maurin et Patrick Dewaere.

## Théâtre
- 1972 : La Femme du boulanger de Marcel Pagnol et Jean Giono, mise en scène de Louis Verlant, Théâtre royal du Parc : le Berger
- 1974 : Le Dessous des cartes de Paul Nougé, mise en scène Elvire Brison et Maïté Nahyr, Rideau de Bruxelles : Nougé 2 / Menuisier 1
- 1976 : Fando et Lys de Fernando Arrabal, mise en scène d'E. Pauwels[Où ?]
- 1976 : L'Or du scarabée, mise en scène de Monique Dorsel, théâtre Poème
- 1976 : Joseph et son mirobolant manteau technicolor, comédie musicale d'Andrew Lloyd Webber et Tim Rice, adaptation de Roda Levine[Où ?]
- 1977 : Le Cœur révélateur d'après Edgar Allan Poe, mise en scène de M. Jones[Où ?]
- 1977 : Equus de Peter Shaffer, mise en scène de Jo Dua[Où ?]
- 1980 : La Tour de Nesle d'après Alexandre Dumas, mise en scène de N. Arutene[Où ?]
- 1980 : La Cage aux folles de Jean Poiret, mise en scène de Pierre Mondy[Où ?]
- 1980 : Antoine et Cléopâtre de Shakespeare, mise en scène de Régis Ander
- 1981 : Du vent dans les branches de sassafras de René de Obaldia, mise en scène de Jacques Rosny, théâtre de la Madeleine : Tom
- 1982 : L'Avare de Molière, mise en scène de J. Terencier[Où ?]
- 1982 : Le Marchand de Venise de Shakespeare, mise en scène de Jean Le Poulain[Où ?]
- 1982 : Bérénice de Racine, mise en scène Jean-Claude Pascal, Festival International de Lyon, auditorium Maurice-Ravel
- 1983 : La Guerre des petites étoiles, comédie musicale de L. Thierry[Où ?]
- 1984 : The Servant de Robin Maugham, mise en scène de Guy De Len[Où ?]
- 1985 : L'Épreuve, mise en scène de Philippe Rondest[Où ?]
- 1986 : La Dame de Monsoreau d'après Alexandre Dumas, mise en scène de  	Dominique Liquière, Festival des jeux du théâtre de Sarlat, Festival de Carcassonne, théâtre Firmin-Gémier (Antony)
- 1997 : Le Bleu de l’eau de vie de Carlos Semprún Maura, mise en scène de Charpentier[Où ?]
- 1998 : Phèdre de Racine, mise en scène de Sotha[Où ?]
- 2001 : L'X fragile, mise en scène de Mendy Younes[Où ?]
- 2002 : Le Bleu de l'eau de vie de Carlos Semprún Maura, mise en scène de Charpentier, tournée
- 2003-2004 : La Disputation de Barcelone, mise en scène de S. Dekramer[Où ?]
- 2011-2012 : À toi pour toujours, ta Marie-Lou d'après Michel Tremblay, mise en scène de Christian Bordeleau, À la folie théâtre, théâtre Essaïon, festival Off d'Avignon et tournée
- 2011-2012 : Embrasser les ombres de Lars Norén,  mise en scène de Jean-Claude Seguin,  L'Archipel (Granville), théâtre de Lisieux Pays d'Auge, festival Off d'Avignon
- 2012 : Long voyage vers la nuit d’Eugene O'Neill, mise en scène de Jean-Claude Seguin, festival Off d'Avignon : James Tyrone

## Filmographie

### Cinéma

#### Longs métrages
- 1974 : Tous les chemins mènent à l'homme de Jack Guy : l'homme adultère
- 1974 : Les Démoniaques de Jean Rollin : l'amant de la serveuse
- 1974 : Feu au ventre d'Alain Nauroy
- 1975 : À bout de sexe de John Thomas
- 1975 : Dans la chaleur de Julie de John Thomas
- 1975 : Pied ! de Pierre Unia
- 1977 : Krystyna et sa nuit de Charles Conrad : André
- 1977 : Gaëlle, Malou… et Virginie de Renau Pieri (Pierre Unia)
- 1978 : Les Bidasses au pensionnat de Michel Vocoret
- 1980 : C'est encore loin l'Amérique ? de Roger Coggio
- 1982 : Salut, j'arrive de Gérard Poteau
- 1982 : La Nuit de Varennes d'Ettore Scola : Drouet
- 1984 : Le Fou du roi de Yvan Chiffre : Un comédien de La Mégère apprivoisée
- 1984 : Aldo et Junior de Patrick Schulmann : Boris
- 1985 : Brigade des mœurs de Max Pécas : Un inspecteur
- 1987 : Scirocco d'Aldo Lado : Le Serpent
- 1992 : Alibi perfetto de Aldo Lado : Prof. Corbellini
- 1994 : Le Fusil de bois de Pierre Delerive : Rapp
- 2003 : Shadow girl : La Fille de l'ombre d'Isabelle Lukacie et Steven Couchouron : Marc Saint-Clair

#### Courts métrages
- 2007 : Archipel de sable de G Bendedouche
- 2010 : Neglect de Lilja Ingolfsdottir : Nicolas

### Télévision

#### Téléfilms
- 1979 : La Nuit de l'été de Jean-Claude Brialy
- 1991 : Les Cahiers bleus de Serge Leroy
- 1995 : L'affaire Dreyfus de Yves Boisset (téléfilm en 2 parties) : Commandant Mont Valérien
- 1996 : Saint-Exupéry : La Dernière Mission de Robert Enrico : Dutertre
- 2009 : Entre deux eaux de Michaëla Watteaux : Morano
- 2009 : L'Affaire Salengro d'Yves Boisset : le capitaine Danset
- 2009 : L'Affaire Laval d'Yves Boisset
- 2010 : Vieilles Canailles d'Arnaud Sélignac : Benoît St-Germain
- 2014 : Crime en Aveyron de Claude-Michel Rome

#### Séries télévisées
- 1976 : Les Enquêtes du commissaire Maigret, épisode Maigret chez les Flamands de Jean-Paul Sassy : Gérard
- 1990 : L'inspecteur mène l'enquête, épisode La Cible
- 1990 : Force de frappe, épisode Siege
- 1991 : Le Voyageur, épisode Living a Lie : Paul
- 1992 : Van Loc : un grand flic de Marseille, épisode Van Loc, le flic de Marseille : Colona
- 1992 : Force de frappe, épisode : The Circus Ring
- 1997 : Sous le soleil, épisodes Affaires de famille et L'Héritage : Aristide
- 1998 : Les Vacances de l'amour, épisode La Main dans le sac d'Emmanuel Fonlladosa : « Inspecteur Harry »
- 1999 : Dossiers : Disparus, épisode Amanda : Jean-Pierre Jolivet
- 2000 : Julie Lescaut, épisode Destins croisés : le commissaire Moulinier
- 2000 : La Crim', épisode Le Masque rouge : Henri Lotte
- 2003 : Blague à part, épisode Poteca : un policier
- 2006 : Les Vacances de l'amour; épisode Nouvelles Vies : Meyer
- 2006 : Alice Nevers, le juge est une femme, épisode Cas de conscience : Perinni
- 2007–2009 : Plus belle la vie : Maxime Granier
- 2008 : Profilage d'Éric Summer, épisode 4 Paradis perdu : Tollé
- 2012 : Le Jour où tout a basculé (2 épisodes)
- 2013 : Julie Lescaut, épisode  Tragédie (22.3) de René Manzor : Claude Ducastel

## Doublage
- 1993-2000 :  Incorrigible Cory : Alan Matthews (William Russ)
- 1997 : Stargate SG-1 : Swift (Terry David Mulligan) (saison 1, épisode 8)